# L'estate in cui imparammo a volare
L'estate in cui imparammo a volare (Firefly Lane) è una serie televisiva statunitense distribuita su Netflix dal 2021.

## Trama
Le vicende sentimentali e lavorative di due amiche su tre linee temporali. Tully e Kate migliori amiche dall'adolescenza dovranno fare i conti con molte avversità ma la loro amicizia riuscirà a tenerle unite anche nei momenti più difficili.

## Episodi
| Stagione         | Episodi | Pubblicazione USA | Pubblicazione Italia |
| ---------------- | ------- | ----------------- | -------------------- |
| Prima stagione   | 10      | 2021              | 2021                 |
| Seconda stagione | 16      | 2022–2023         | 2022–2023            |

## Personaggi e interpreti

### Personaggi principali
- Tallulah "Tully" Hart, interpretata da Katherine Heigl (adulta), Ali Skovbye (adolescente) e London Robertson (bambina), doppiata da Barbara De Bortoli.
Una famosa presentatrice di un talk show diurno noto come The Girlfriend Hour.
- Kathleen "Kate" Mularkey, interpretata da Sarah Chalke e Roan Curtis (adolescente), doppiata da Chiara Colizzi.
La migliore amica di Tully da quando avevano 14 anni. È una donna che sta cercando di tornare nel mondo del lavoro durante il divorzio con suo marito.
- Johnny Ryan, interpretato da Ben Lawson, doppiato da Stefano Crescentini.
Ex marito di Kate e produttore di The Girlfriend Hour. Riesce a ottenere un incarico come corrispondente di guerra in Iraq.
- Dorothy "Nuvola" Hart, interpretata da Beau Garrett, doppiata da Chiara Gioncardi.
La madre single di Tully, con problemi di droga.
- Marah Ryan, interpretata da Yael Yurman, doppiata da Vittoria Bartolomei.
La figlia adolescente di Kate e Johnny.

### Personaggi ricorrenti
- Marjorie "Margie" Mularkey, interpretata da Chelah Horsdal, doppiata da Mirta Pepe.
È la madre di Kate.
- Bud Mularkey, interpretato da Paul McGillion, doppiato da Luigi Ferraro.
È il padre di Kate.
- Sean Mularkey, interpretato da Jason McKinnon (adulto) e da Quinn Lord (ragazzo), doppiato rispettivamente da Stefano Sperduti e Andrea Di Maggio.
È il fratello maggiore ed omosessuale di Kate. Si arruola nell'esercito.
- Danny Diaz, the "Sportman", interpretato da Ignacio Serricchio
 Collega, amante e amico di Tully.
- Mutt, interpretato da Brendan Taylor, doppiato da David Vivanti.
È il cameraman della stazione di notizie locale KPOC Tacoma e l'interesse amoroso di Kate negli anni '80.
- Travis, interpretato da Brandon Jay McLaren, doppiato da Francesco Cavuoto.
Un vedovo la cui figlia frequenta la stessa scuola di Marah; instaura un legame con Kate.
- Max Brody, interpretato da Jon Ecker, doppiato da Luca Mannocci.
È un paramedico di 29 anni, nonché l'interesse amoroso di Tully, del quale rimane incinta.
- Kimber Watts, interpretata da Jenna Rosenow.
È una editrice del "Seattle Digest"; Kate diventa la sua assistente.
- Leon, interpretato da Leo Rano.
È il compagno di Nuvola negli anni '70.
- Robbie, interpretato da Synto Misati (ragazzo) e da Thomas Cadrot (adulto), doppiato rispettivamente da Dimitri Winter e Leonardo Caneva.
È il migliore amico di Sean, con il quale ha un rapporto non solo amichevole, nonché cotta di Kate da giovane.
- Carol Manusour, interpretata da Kristen Robek, doppiata da Rachele Paolelli. 
È un'anchorwoman di KPOC Tacoma.
- Gideon Vega, interpretato da Andres Joseph, doppiato da Riccardo Petrozzi.
È un fotografo del "Seattle Digest".
- Chad Wiley, interpretato da Patrick Sabongui, doppiato da Fabrizio Dolce.
È l'interesse amoroso di Tully negli anni '80 nonché suo professore universitario.
- Wilson King, interpretato da Martin Donovan.
È un famoso produttore televisivo che subentra a Johnny dopo il suo addio al programma. Ha però dei trascorsi risalenti agli anni '80 con Tully.

## Produzione
Il 22 febbraio 2019 è stato annunciato che Netflix aveva dato alla produzione un ordine di serie per una prima stagione composta da dieci episodi. La serie è stata creata da Maggie Friedman, che avrebbe dovuto anche produrre esecutivamente insieme a Stephanie Germain, Katherine Heigl e Lee Rose.

### Casting
Il 10 luglio 2019, Katherine Heigl è stata scelta per un ruolo da protagonista. Nell'agosto 2019, Ben Lawson, Sarah Chalke e Beau Garrett erano stati scritturati in ruoli da protagonista. Nel settembre 2019, Ali Skovbye e Roan Curtis sono stati scelti per interpretare le versioni adolescenti dei personaggi di Heigl e Chalke, Tully e Kate, rispettivamente. Nello stesso mese, Yael Yurman è stata scelta come personaggio regolare della serie, mentre Jon Ecker e Brandon Jay McLaren sono stati scelti in ruoli ricorrenti. Il 17 dicembre 2019, Patrick Sabonguie Brendan Taylor si sono uniti al cast in ruoli ricorrenti. L'11 febbraio 2020, Jenna Rosenow è stata scelta per un ruolo ricorrente.

### Riprese
Le riprese si sono svolte tra il 17 settembre 2019 e il 21 gennaio 2020 presso Burnaby, nella Columbia Britannica.

## Distribuzione
La serie è stata distribuita dal 3 febbraio 2021, dopo un trailer il 14 ottobre dell'anno precedente. La seconda stagione è stata rilasciata in due parti, la prima uscita il 2 dicembre 2022 e la seconda parte, con gli ultimi 7 episodi, il 27 aprile 2023.

## Accoglienza
Per la serie, l'aggregatore di recensioni Rotten Tomatoes ha riportato un punteggio di approvazione del 45% basato su 22 recensioni critiche, con una valutazione media di 5,58 / 10. Il consenso della critica del sito dice: " Firefly Lane ha alcune idee solide e una coppia vincente in Katherine Heigl e Sarah Chalke, se solo la scrittura potesse essere all'altezza di tutto quel potenziale". Metacritic ha dato alla serie un punteggio medio ponderato di 58 su 100 basato su 20 recensioni critiche, indicando "recensioni miste o medie".